# Військово-морський ліцей імені віце-адмірала Володимира Безкоровайного
Військово-морський ліцей імені віце-адмірала Володимира Безкоровайного — середній загальноосвітній заклад, військовий ліцей в Одесі.

## Історія
Військово-морський ліцей відкрито 1 вересня 2009 року відповідно до Постанови Кабінету Міністрів України та наказу Міністра оборони України від 10.09.2008 № 448 «Про створення Військово-морського ліцею у місті Севастополь».
Навесні 2014 року навчальний заклад було передислоковано з Севастополя до Одеси через анексію Криму Російською Федерацією. 1 вересня того ж року у ліцеї відновлено навчально-виховний процес.
У 2016 році в Одесі відбувся перший випуск ліцеїстів, переважна більшість яких стала курсантами факультету (нині — інститут) Військово-морських сил Національного університету «Одеська морська академія» та інших військових навчальних закладів.
У червні 2017 року відбувся випуск 74 ліцеїстів 2015 року вступу.
У 2018 двоє випускників ліцею Богдан Небилиця та Андрій Драч були незаконно захоплені в полон під час інциденту в Керченській протоці.
7 липня 2019 року ліцею було присвоєно ім'я віце-адмірала Володимира Безкоровайного.

## Керівництво
- (2009—2015) капітан 1 рангу Колежнюк Ігор Васильович[5]
- (з 2016) капітан 1 рангу Шмигановський Віктор Анатолійович[6]

## Відомі випускники
- Олександр Корпан (1994—2022) — військовий льотчик, капітан Повітряних сил Збройних Сил України, учасник російсько-української війни, найкращий льотчик ударної авіації за підсумками 2021 року. Герой України (2022, посмертно)[7].